# Brigidakors

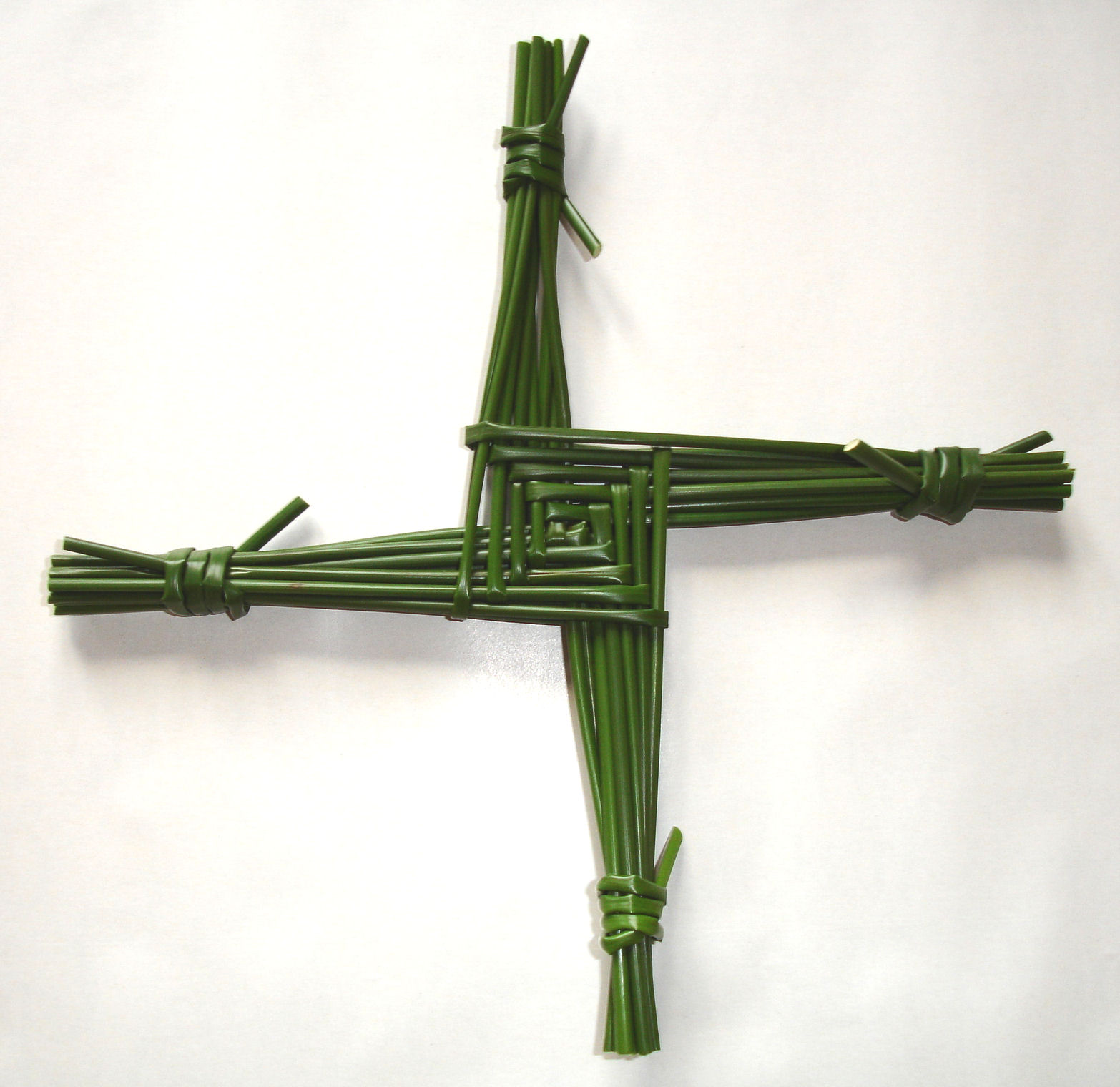
Brigidakors

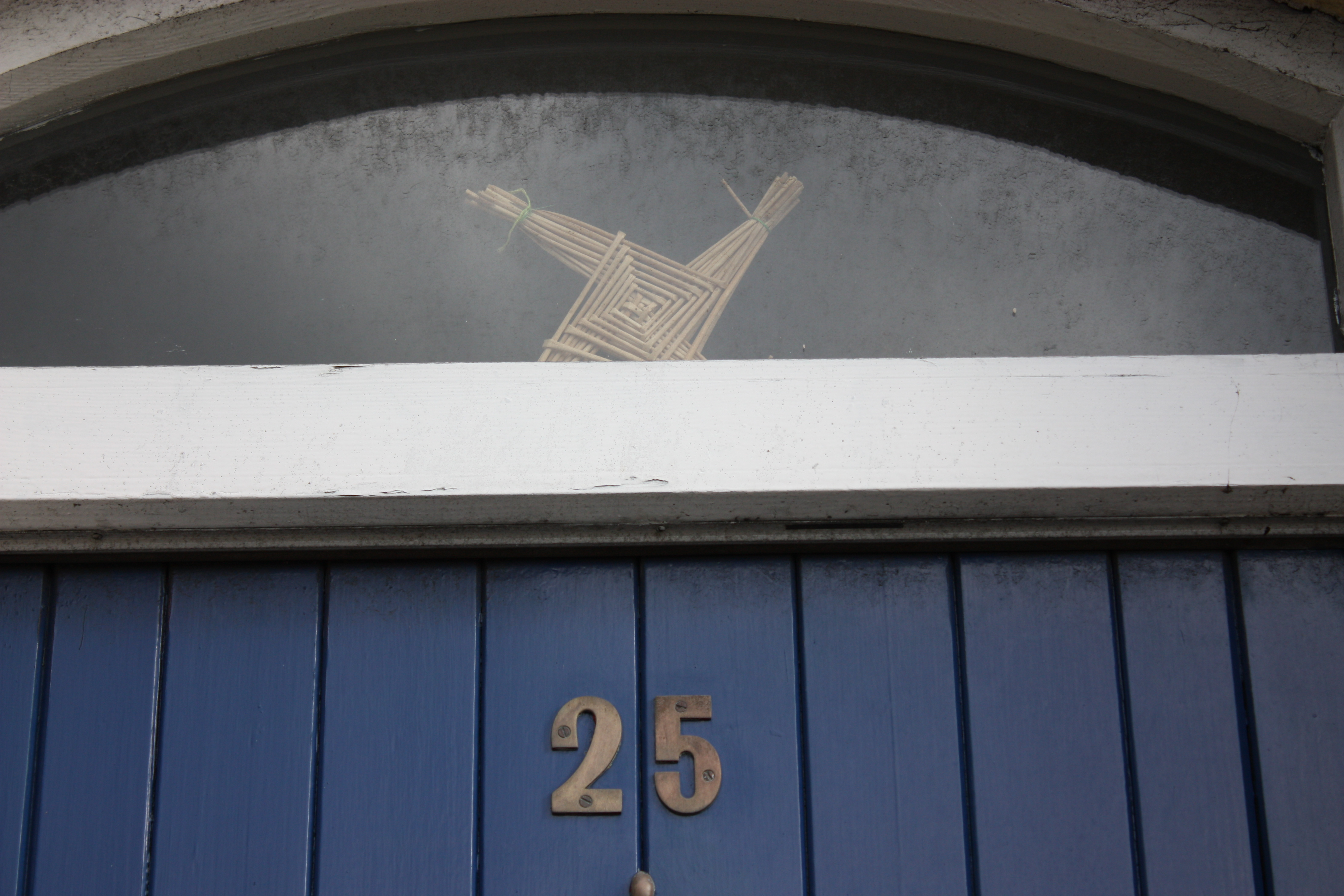
Ett Brigidakors över en dörr

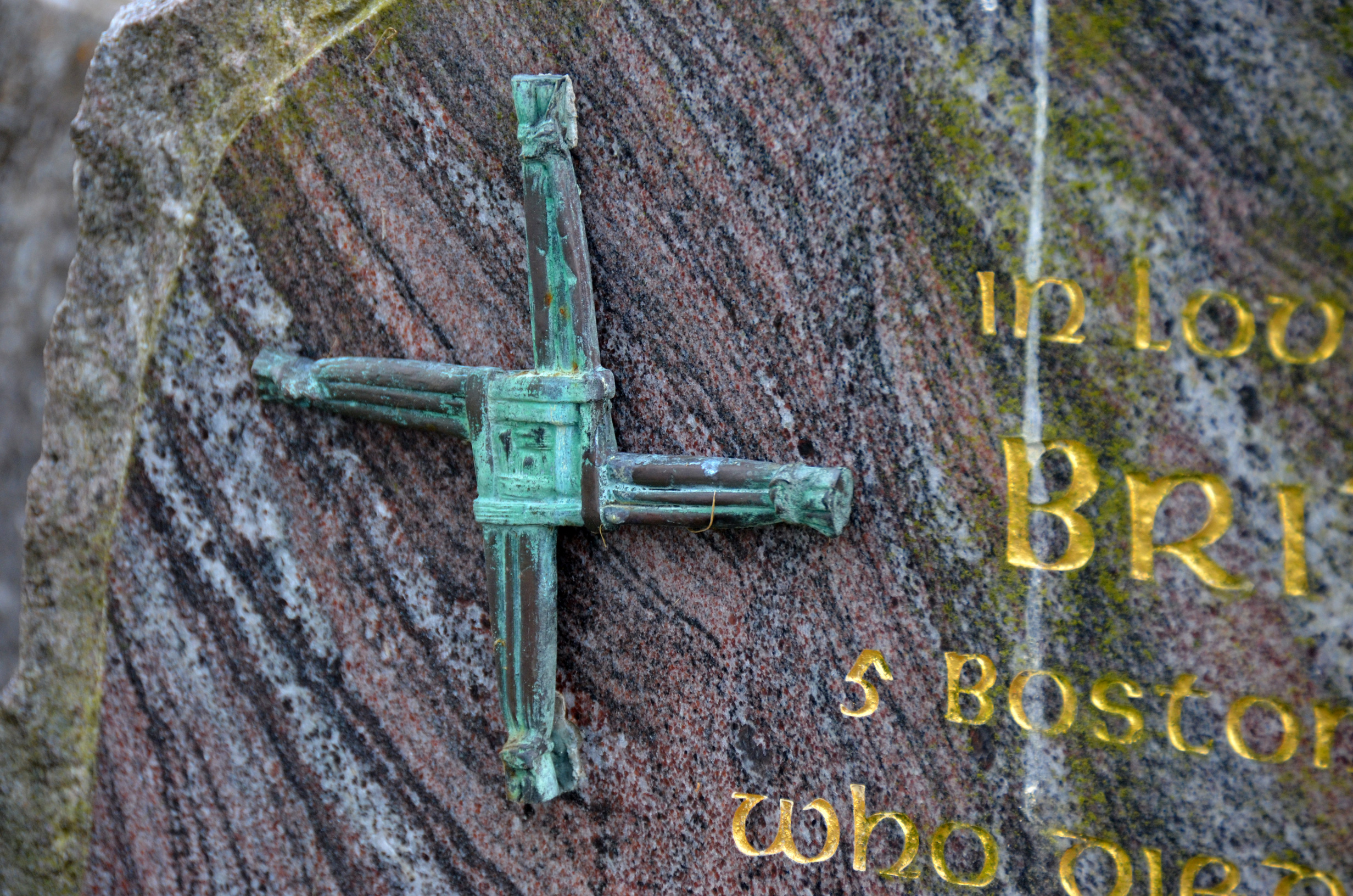
Ett brigidakors på en irländsk gravsten

Brigidakors eller Sankta Brigidakors (Iriska: Cros Bríde, Crosóg Bríde eller Bogha Bríde) är ett litet kors som vanligen tillverkas av tåg. Det har vanligen fyra armar, knutna i ändarna och med en tvinnad ram i mitten. Det har även funnits trearmade versioner. Det finns teorier om att korset har förkristet ursprung och att det skulle kunna associeras med solkorset.
Brigidakorset är en symbol med koppling till Brigid av Kildare, ett av Irlands skyddshelgon. Korsen tillverkas traditionellt på Brigids högtidsdag den 1 februari, som tidigare var en hednisk högtid (Imbolc) då man firade vårens ankomst. Korstillverkningen är förbunden med många traditioner. Korsen sattes traditionellt upp över dörrar och fönster för att skydda hemmet mot allt ont.

## Ursprung

### Keltiska rötter
Förekomsten av Brigidakors på Irland går sannolikt tillbaka innan kristendomen. Gudinnan Brigida tillhörde trollfolket Tuatha Dé Danann. Hennes högtidsdag sammanföll med den hedniska högtiden Imbolc och det nutida korset har med största sannolikhet rötter i en hednisk symbol vars ursprungliga innebörd kan ha varit känd på den irländska landsbygden så sent som under tidigt 1900-tal. En rest av den traditionen lever kvar i Brigidakorsets påstådda förmåga att skydda ett hus mot eldsvåda. Detta har ingen koppling till den kristna legenden om Brigid, utan är förmodligen ett arv från en äldre, andlig tradition förknippad med högtidsdagen.

### Kristna rötter

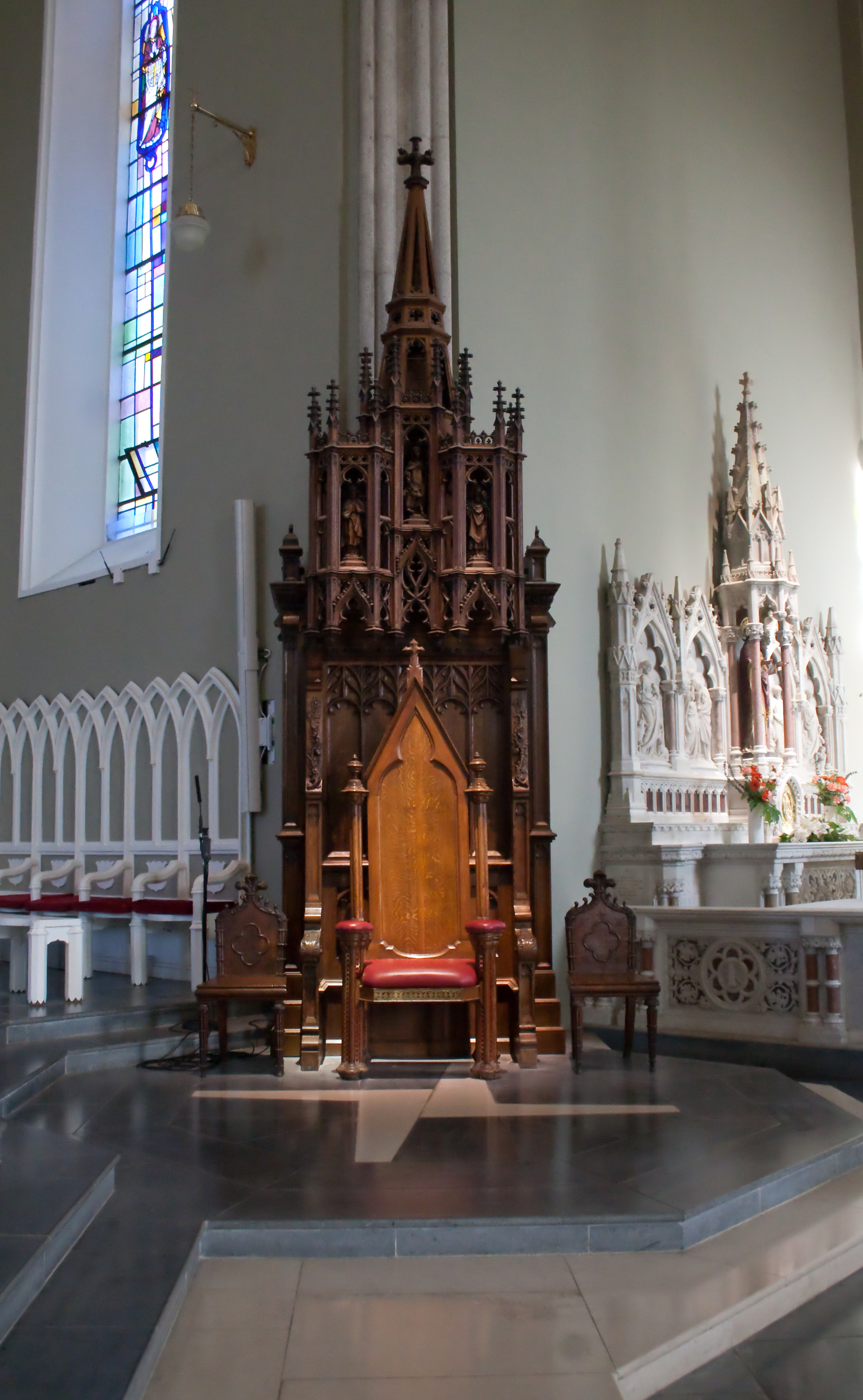
Biskopsstol i Carlow Cathedral, med ett Brigidakors på golvet.

Inom kristendomen sammankopplas Brigid och korset genom en legend om hur hon tillverkades den här typen av kors vid antingen sin faders eller husbondes dödsbädd, som, då han fick höra vad korset betydde, bad om att få bli döpt. En version lyder:
En hednahövding från trakten av Kildare låg för döden. Kristna i hans hushåll skickade efter Brigid för att hon skulle berätta för honom om Kristus. När hon kom blev hövdingen mycket upprörd. Eftersom det verkade hopplöst att undervisa den yrande mannen syntes det tveksamt om han skulle kunna frälsas. Brigid satte sig vid sängen och försökte lugna honom. Som brukligt var hade man bestrött golvet med tåg för att hålla det rent och varmt. Brigid böjde sig ner och började väva ett kors med knutna ändar. Den sjuke mannen undrade vad hon höll på med. Hon började förklara korsets innebörd, och medan hon talade lugnade han ner sig och han frågade, allt mer intresserad, ut henne. Under det att hon vävde, konverterade han och döptes strax innan han dog. Sedan dess har kors av tåg funnits på Irland.

## Symbolik
Brigidakorset har, tillsammans med shamrock och keltisk harpa, blivit något av en symbol för Irland. Brigidakorset har bland annat använts i stationssignaturen för RTÉ Television, Irlands public service-TV, från 1960 till 1990-talet. Det var tidigare irländska Socialstyrelsens logotyp, och används fortfarande av An Bord Altranais, Irlands kontrollmyndighet för sjuksköterskor och barnmorskor.